# John Burnside
John Burnside (Dunfermline, 19 marzo 1955 – Dunfermline, 29 maggio 2024) è stato un poeta e scrittore britannico.

## Biografia
Studiò letteratura inglese e lingue europee al "Cambridge College of Arts and Technology." Assunto come ingegnere di software per computer fu scrittore freelance fino al 1996.
Si specializzò in scrittura presso "l'Università di Dundee" e insegnò scrittura creativa presso "l'Università di St Andrews" in Scozia.
Le sue aree di specializzazione furono scrittura creativa, ecologia, letteratura, poesia e filosofia.
La sua prima raccolta di poesie, "The Hoop", fu pubblicata nel 1988 e vinse lo "Scottish Arts Council Book Award."
Tra le altre raccolte di poesie vi furonoo "Common Knowledge" del 1991, "Feast Days" del 1992, vincitrice del Geoffrey Faber Memorial Prize e "The Asylum Dance" del 2000 con la quale vinse il "Whitbread Poetry Award" e fu candidato al "Forward Poetry Prize" per la migliore raccolta dell'anno (Best Poetry Collection of the Year) e al "T. S. Eliot Prize" per "The Light Trap" del 2002.
Tra le sue più recenti pubblicazioni vi furono la raccolta di poesie "The Light Trap" (Jonathan Cape, 2002) che fu nella rosa dei candidati per il Premio "T. S. Eliot", "Gift Songs" (Jonathan Cape, 2007), le novelle "Living Nowhere" (Jonathan Cape, 2004) e "The Devil's Footprints" (Jonathan Cape, 2007).
Burnside fu anche autore di una raccolta di romanzi brevi pubblicata nel 2000 con il titolo "Burning Elvis", e di una serie di racconti, tra i quali furono inclusi "The Dumb House" (1997), "The Mercy Boys" (1999) (vincitore dell'Encore Award) e "The Locust Room" (2001). La sua raccolta di poesie, "The Good Neighbour" (2005), fu ammessa nel 2005 per il "Forward Poetry Prize" (Best Collection).
Burnside fu selezionato per il "Griffin Poetry Prize" del 2007 e nel 2011 vinse il Forward Poetry Prize con Black Cat Bone.
Nel suo ultimo periodo fu professore di letteratura inglese presso il "Mount Saint Mary's College" di Los Angeles. Fu, inoltre, considerato il più esperto ed autorevole critico letterario di ecopoesie.
Pubblicò su questo argomento "Ecopoetry: A Critical Introduction", nel 2002 "Salt Lake City" con l'"University of Utah Press" e nel 2005 "The West Side of Any Mountain: Place, Space, and Ecopoetry" con l'"University of Iowa Press", 2005.
In collaborazione con Roger Thompson scrisse alcuni volumi per il "Dictionary of Literary Biography" (Biografie di Poeti e scrittori della Natura).

## Opere
- (EN)  Gift Songs, Jonathan Cape, 1º marzo 2007, ISBN 0-224-07997-2
- (EN)  Lie About My Father, Vintage, 1º marzo 2007, ISBN 0-09-947953-2
- (EN)  Devil's Footprints, Jonathan Cape, 1º marzo 2007, ISBN 0-224-07488-1
- La Casa del silenzio, Meridiano Zero, 30 novembre 2007, ISBN 88-8237-145-X
- (EN)  Selected Poems, Jonathan Cape, 2 marzo 2006, ISBN 0-224-07803-8
- (EN)  Good Neighbour, Jonathan Cape, 3 febbraio 2005, ISBN 0-224-07517-9
- (EN)  Living Nowhere, Vintage, 3 giugno 2004, ISBN 0-09-944855-6
- (EN)  Light Trap, Jonathan Cape, 18 aprile 2002, ISBN 0-224-06177-1
- (EN)  Edinburgh Review, con Iain Crichton Smith e Pier Paolo Pasolini, Polygon, febbraio 1999, ISBN 0-7486-1306-4
- (EN)  Dumb House, Vintage, 7 maggio 1998, ISBN 0-09-958271-6